# 十日町市博物館
十日町市博物館（とおかまちしはくぶつかん）は、新潟県十日町市にある市立の博物館。「雪と織物と信濃川」をテーマに1979年（昭和54年）4月に開館し、1991年（平成3年）に「考古展示室」・「中世展示室」を増築。2020年6月には隣接地に新築オープンした。愛称はTOPPAKU。

## 展示
- 越後縮の紡織用具及び関連資料の一部
- 十日町の積雪期用具の一部
- 旧館（2016年4月）

市内の笹山遺跡から発掘された縄文時代の火焔型土器など深鉢形土器57点が新潟県唯一の国宝に指定されている。さらに「越後縮の紡織用具及関連資料」（2098点）や「十日町の積雪期用具」（3868点）は国の重要有形民俗文化財に指定され常設展示されている。館内の展示にはプロジェクションマッピング技術やVR技術を使い、楽しみながら学ぶことができるのも特徴の一つ。縄文時代の展示のほか、古代から現代までの織物の生産工程や歴史を学ぶ展示もある。また、十日町市は「究極の雪国、とおかまち」のストーリーが文化庁の日本遺産に認定されており、博物館では「十日町の積雪期用具」や、冬の生活を再現した移築民家の展示など、雪国特有の生活文化を紹介している。

## 交通アクセス
JR飯山線・北越急行ほくほく線十日町駅西口から北へ徒歩約15分。周辺には十日町情報館や十日町市総合体育館があるほか、線路を挟んだ東側には道の駅クロス10十日町や越後妻有里山現代美術館 MonETが立地する。